# Rosa transcaucasica
Rosa transcaucasica är en rosväxtart som beskrevs av Ida P. Mandenova. Rosa transcaucasica ingår i släktet rosor, och familjen rosväxter. Inga underarter finns listade i Catalogue of Life.